# James Houra
James Kadjo Houra est un peintre ivoirien né le 27 mars 1952 à Mélékoukro (Adiaké) et mort le 27 janvier 2020. 

## Biographie
James Hourra effectue ses études des arts à l'École nationale des Beaux-Arts d'Abidjan de 1968 à 1972. Il les poursuit à l'École des Beaux-Arts de Paris de 1972 à 1975 d'où il est titulaire d'un diplôme supérieur d'art plastique (spécialité peinture). Il s'inscrit à l'Université de Paris I et obtient son doctorat de 3e cycle en histoire de l'art.  Il revient en Côte d'ivoire où il enseigne l'Histoire de l'Art à l'Institut National des Arts  (INA) aujourd’hui INSAAC de 1978 à 1984.  Il préside aussi l'Association nationale des Artistes Plasticiens de Côte d'Ivoire de 1980 à 1982. Ancien directeur de l'école des beaux arts d'Abidjan, James Houra est connu pour ses tableaux en damier, qu'il qualifie lui-même de « figuratif informel ». Un tableau du peintre, l'Offrande, est exposé dans la salle des ambassadeurs du Palais présidentiel d'Abidjan. Un autre de ses tableaux, offert au ministre de l'Intérieur français, Claude Guéant, par le président ivoirien lors d'une visite officielle, est au cœur d'une polémique sur la non restitution du tableau par le ministre à la fin de ses fonctions.
Ses œuvres sont évaluées entre 2 500 et 25 000 euros.